# نبيهة (اسم)
نبيهة هو اسم علم مؤنث من أصل عربي، ومعناه هو صفة مشبهة، من «راحج» وهي المصوبة للآراء، صاحبة الرأي الصائب، الحليمة المترجحة الفكر.

## شخصيات تحمل الاسم
- نبيهة عبود (باحثة وأكاديمية عراقية تخصصت في التاريخ الإسلامي، أكملت دراستها الأولية في بغداد، ثم حصلت على شهادة ماجستير في التاريخ من جامعة بوسطن عام 1925، ولقد حصلت على الجنسية الأمريكية بعد اقامتها في الولايات المتحدة، وعملت في المعهد الشرقي في جامعة شيكاغو، 31 يناير 1897[3] – 15 أكتوبر 1981[3])
- نبيهة قدانة (سياسية تونسية، 26 يناير 1949 – )
- نبيهة كراولي (عالمة موسيقى تونسية، القرن 20 – )
- نبيهة لطفي (28 يناير 1937 – 17 يونيو 2015)

## وصلات خارجية
- موسوعة السلطان قابوس لأسماء العرب